# Řád neutrality prezidenta Turkmenistánu

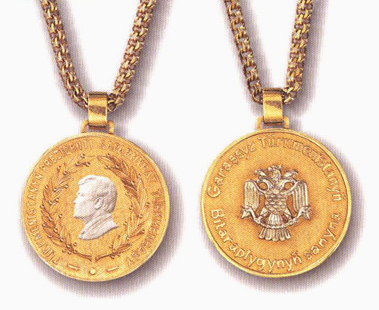
Podoba řádu v letech 1998–2014

Řád neutrality prezidenta Turkmenistánu (turkmensky Türkmenistanyň prezidentiniň buýrugy Bitaraplyk), známý též jako Řád Bitaraplyk, je jedno z turkmenských státních vyznamenání. Je propůjčován za významné činy v oblasti mezinárodního upevňování trvalé neutrality Turkmenistánu, politické, hospodářské, kulturní, nebo veřejně prospěšné činnosti. Řád byl založen v roce 1998 výnosem tehdejšího prezidenta Saparmurata Nijazova spolu s dokončením 95 metrového Pomníku neutrality v hlavním městě Ašchabadu.
V roce 2014 získal řád novou podobu. Řád je ve tvaru osmiúhelníku o průměru 42 mm. V centrální části se nechází mapa Turkmenistánu překryta vyobrazením Pomníku neutrality v Ašchabadu. V horní části řádu je v kruhu zlatý nápis „BITARAPLYK“, zatímco ve spodní části jsou rozbíhající se zlaté olivové ratolesti, které symbolizují mír. V každém hrotu hvězdy je sedm zirkonových kamenů uspořádaných do šipky s červenými kameny uprostřed.
Státní příslušníci Turkmenistánu ocenění řádem mají nárok na peněžní bonus ve výši 15násobku minimální mzdy a měsíční rentu k platům či důchodům ve výši 15% minimální mzdy a další výhody.

## Čestní nositelé
- Sergej Naryškin (2012)
- Emómalí-ji Rahmón (2012)
- Hamad bin Ísá Ál Chalífa (2019)
- Kasym-Žomart Kemeluly Tokajev (2021)